# Sassula subviridis
Sassula subviridis är en insektsart som först beskrevs av Kirby 1900.  Sassula subviridis ingår i släktet Sassula och familjen Nogodinidae. Inga underarter finns listade i Catalogue of Life.